# Deraeocoris poecilus
Deraeocoris poecilus är en insektsart som beskrevs av Mcatee 1919. Deraeocoris poecilus ingår i släktet Deraeocoris och familjen ängsskinnbaggar. Inga underarter finns listade i Catalogue of Life.